# Agama boensis
Agama boensis е вид влечуго от семейство Agamidae. Видът е незастрашен от изчезване.

## Разпространение
Разпространен е в Гвинея, Гвинея-Бисау, Мали и Сенегал.